# Heliconius fruhstorfi
Heliconius fruhstorfi är en fjärilsart som beskrevs av Riffarth 1899. Heliconius fruhstorfi ingår i släktet Heliconius och familjen praktfjärilar. Inga underarter finns listade i Catalogue of Life.